# Lake Petén Itzá
Lake Petén Itzá är en sjö i Guatemala.   Den ligger i departementet Petén, i den norra delen av landet, 270 km norr om huvudstaden Guatemala City. Lake Petén Itzá ligger 110 meter över havet. Arean är 99 kvadratkilometer. Den sträcker sig 11,5 kilometer i nord-sydlig riktning, och 31,8 kilometer i öst-västlig riktning.
Följande samhällen ligger vid Lake Petén Itzá:
- San Benito (30 764 invånare)
- Flores (20 464 invånare)
- San Andrés (7 235 invånare)
- San José (1 201 invånare)